# Andezeno
Andezeno là một đô thị ở tỉnh Torino trong vùng Piedmont, có vị trí cách khoảng 14 km về phía đông nam của Torino, nước Ý. Tại thời điểm ngày 31 tháng 12 năm 2004, đô thị này có dân số 1.829 người và diện tích là 7,5 km².
Andezeno giáp các đô thị: Marentino, Montaldo Torinese, Chieri, và Arignano.